# Adobe Express
Adobe Express, anteriormente conocido como Adobe Spark, es una herramienta de diseño gráfico desarrollada por Adobe Inc.

## Historia
Adobe Express se lanzó en 2015 como Adobe Post, una aplicación para iOS. En 2016, Adobe Spark reemplazó a Adobe Post, y en 2021, la aplicación se relanzó como Adobe Express.
Adobe Express fue diseñado principalmente para colegios y organizaciones sin ánimo de lucro. A partir de septiembre de 2023, permitía a los usuarios crear contenido de marca como folletos y logotipos, publicar contenido en redes sociales y editar documentos PDF con la ayuda de la tecnología de inteligencia artificial (IA).

## Colaboración
En octubre de 2022, Adobe anunció una colaboración con Wix para ampliar las capacidades de Adobe Express a los usuarios de Wix.Adobe también se ha asociado con varias organizaciones y empresas, incluyendo Etsy, Meta y Mastercard.
En mayo de 2022, la cantante estadounidense GAYLE lanzó una campaña en colaboración con Adobe GAYLExAdobe que invitaba a los fans a usar y compartir plantillas visuales creadas con Adobe Express.
En mayo de 2023, Google colaboró con Adobe para permitir a los usuarios de Bard generar imágenes a través de Adobe Firefly y luego modificarlas usando Express.